# 중론
《중론(中論)》(산스크리트어: Madhyamaka-śāstra 마드야마카 사스트라)은 용수가 만든 449구의 간결한 게송인 《중송(中頌)》(산스크리트어: Madhyamaka-kārikā 마드야마카 카리카)—《중관론송(中觀論頌)》이라고도 한다—에 청목(靑目: 4세기 전반)이 주석을 단 인도 불교의 논서이다. 《중관론(中觀論)》이라고도 한다.
4권으로 되어 있다. 구마라습이 다소 수정을 가해 한역하였다. 《중론》에 포함된 청목의 주석은 《중송》의 여러 주석들 중의 하나이다. 《중송》은 용수의 초기 작품으로서 초기 및 중기 대승불교 사상의 중요한 기초가 되었으며 그 후의 대승불교의 사상전개에 커다란 영향을 끼쳤다.

## 내용
《중론》은 《반야경》에 바탕을 둔 유무2변(有無二邊)을 초월한 중도(中道)로서의 대승공관(大乘空觀)의 입장에서 원시불교 이래의 연기설(緣起說)에 새로운 해석을 내려, 모든 것이 연기(緣起) · 무자성(無自性) · 공(空)임을 보이고 있다. 이러한 입장에서, 종래의 모든 불교 학설을 종합적으로 비판하면서 불교의 이론과 실천을 일관하는 입장을 설정하고 있으며 원시불교의 근본정신을 재조명하여 되살리고 있다.

## 같이 보기
- 불교의 사상
- 중관파
- 나가르주나

## 참고 문헌
- 이 문서에는 다음커뮤니케이션(현 카카오)에서 GFDL 또는 CC-SA 라이선스로 배포한 글로벌 세계대백과사전의 내용을 기초로 작성된 글이 포함되어 있습니다.